# 1915 v loďstvech
Tento článek obsahuje významné události v oblasti loďstev v roce 1915.

## Události
- Dne 24. května ráno zaútočilo  Rakousko-uherské námořnictvo na italské pobřeží a přístav Anconu v odpověď na vyhlášení války předchozího dne. Útoku velel sám admirál Anton Haus na vlajkové lodi SMS Habsburg. Překvapivým útokem zničily nepřátelské cíle, torpédovka SM Torpedoboot 80T však byla u města Porto Corsini zasažena dělostřeleckým granátem, který prorazil její bok a explodoval v důstojnické jídelně; exploze si vyžádala 3 zraněné. Útok šokoval italskou veřejnost a ukázal, že italská Regia Marina je na válku nedostatečně připravena.

- Dne 2. července se střetly německé a ruské lodě v bitvě u Östergarnu. Německo ztratilo jeden křižník.

## Lodě vstoupivší do služby
- 5. ledna –  Petropavlovsk – bitevní loď třídy Gangut

- 11. ledna –  Gangut – bitevní loď třídy Gangut

- 8. března –  HMS Warspite – bitevní loď třídy Queen Elizabeth

- 21. března –  ARA Moreno – bitevní loď třídy Rivadavia

- 1. dubna –  Conte di Cavour – dreadnought třídy Conte di Cavour

- 1. května –  SMS Novara – lehký křižník třídy Novara

- 10. května –  Caio Duilio – dreadnought třídy Andrea Doria

- červen –  Provence – bitevní loď třídy Bretagne

- 10. června –  Imperatrica Marija – bitevní loď třídy Imperatrica Marija

- 12. července –  SM U 10 – ponorka třídy UB I

- 21. července –  SM Torpedoboot 83F – torpédovka třídy 82F

- 8. srpna –  SMS Lützow – bitevní křižník třídy Derfflinger

- 16. srpna –  Alfonso XIII – dreadnought třídy España

- 19. srpna –  HMS Barham – bitevní loď třídy Queen Elizabeth

- 20. srpna –  SMS Wiesbaden – lehký křižník třídy Wiesbaden

- září –  Bretagne – bitevní loď třídy Bretagne

- 28. září –  SM Torpedoboot 87F – torpédovka třídy 82F

- 18. října –  Imperatrica Jekatěrina Velikaja – bitevní loď třídy Imperatrica Marija

- listopad –  HMS Canada – bitevní loď třídy Almirante Latorre

- 5. listopadu –  SM Torpedoboot 88F – torpédovka třídy 82F

- 17. listopadu –  SMS Szent István – bitevní loď třídy Tegetthoff

- 23. prosince –  RMS Britannic – zaoceánský parník třídy Olympic